# Iemasa Tokugawa

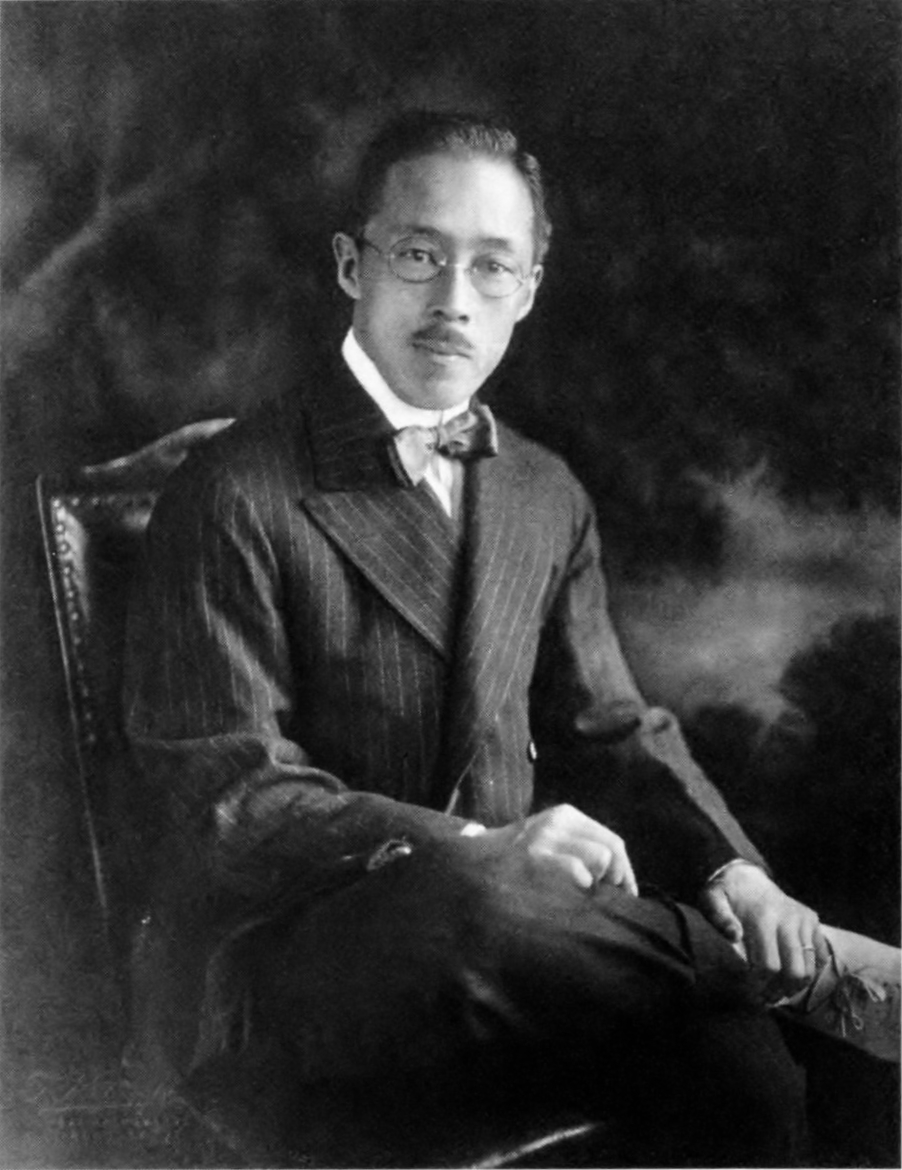
Hacia 1918, foto de retrato de Iemasa Tokugawa. También es conocido como Iyemasa Tokugawa y Yoshihisa Tokugawa.

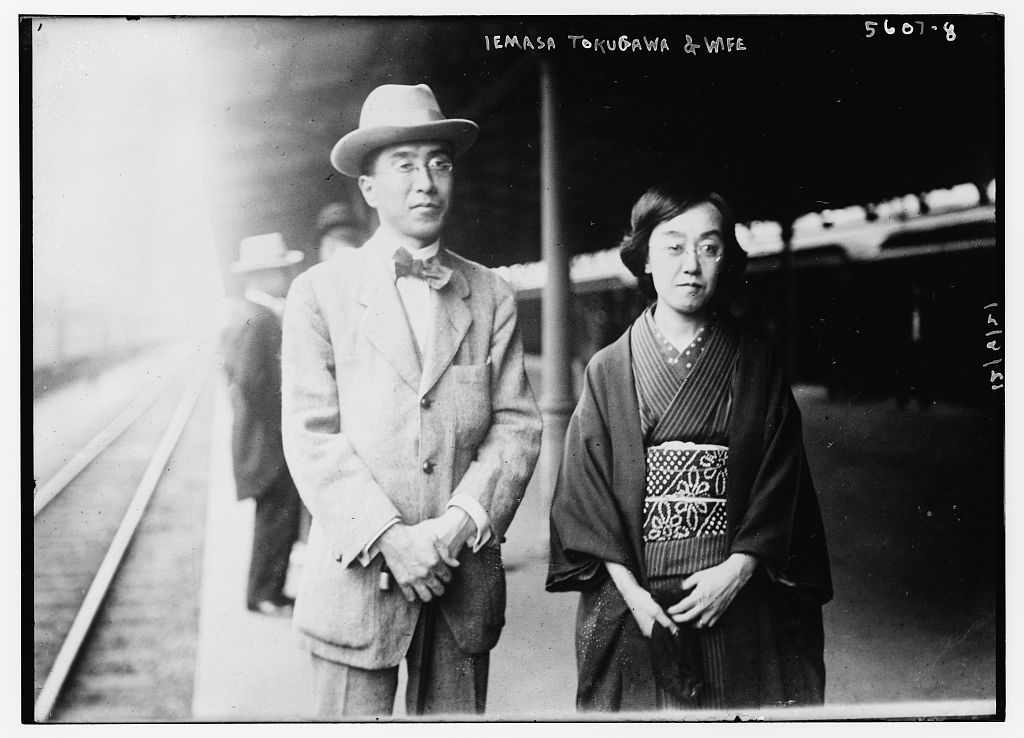
Tokugawa Iemasa y su esposa, Shimazu Naoko

El Príncipe Iemasa Tokugawa (徳川 家正 Tokugawa Iemasa?, 23 de marzo de 1884 – 18 de febrero de 1963)  también conocido como Iyemasa, fue una figura política japonesa del Taishō y los primeros períodos Shōwa. Fue el 17º jefe hereditario de la antigua rama shogunal del clan Tokugawa y el último presidente de la Cámara de los Pares en la Dieta de Japón. 

## Biografía
Iemasa Tokugawa nació en lo que ahora es el distrito Sendagaya de Tokio, como el hijo mayor de Tokugawa Iesato y su esposa, Konoe Hiroko, hija de Konoe Tadafusa. Se graduó de la facultad de derecho de la Universidad Imperial de Tokio en 1909, y aceptó un puesto en el cuerpo diplomático del Ministerio de Relaciones Exteriores el mismo año. En 1924, fue nombrado cónsul general del consulado japonés en Sídney, Australia. En 1929, fue nombrado Envoy a Canadá y de 1937 a 1939 se desempeñó como embajador japonés en Turquía.
Iemasa a menudo se alió con su padre, el príncipe Tokugawa Iesato (también conocido como el príncipe Iyesato Tokugawa) para promover proyectos internacionales de buena voluntad entre Japón y Europa, Canadá y Estados Unidos. La ilustración de la foto de portada del libro Arte de la Paz a la derecha presenta a Iemasa acompañando a su padre, ya que su padre recibe un doctorado honoris causa en Derecho por el presidente de la Universidad del Sur de California (USC) en 1934. Durante ese mismo año, el 10 de mayo de 1934, Iyemasa también fue reconocido por sus esfuerzos humanitarios y de buena voluntad diplomática por una destacada Universidad de América del Norte y recibió un doctorado honoris causa en Derecho por la Universidad de Columbia Británica en Canadá.
En 1940, a la muerte de su padre, heredó el título de kōshaku (公爵 "príncipe"?) bajo el sistema de nobleza kazoku, y un puesto como miembro de la Cámara de Compañeros de la Dieta de Japón. El 19 de junio de 1946, se desempeñó como Presidente de la Cámara de los Pares, un cargo que ocupó hasta el 2 de mayo de 1947, cuando las autoridades de ocupación aliadas autorizaron la actual Constitución de Japón que abolía la Casa de los Pares. 
Murió de enfermedad cardíaca en su casa en Shibuya, Tokio, el 18 de febrero de 1963, y recibió la Orden del Sol Naciente póstumamente con Paulownia Flowers, primera clase. Su tumba se encuentra en el cementerio de Yanaka en Tokio. Fue sucedido como jefe del clan Tokugawa por Tsunenari Tokugawa, su nieto de Yasuko Tokugawa con Matsudaira Ichiro, hijo de Tsuneo Matsudaira.

## Familia
- Padre: Tokugawa Iesato
- Madre: Konoe Hiroko (1867-1944)
- Esposa: Naoko Shimazu
- Niños 
  - Iehide Tokugawa (1912-1936)
  - Toyoko Tokugawa se casó con Ichiro Matsudaira, hijo de Tsuneo Matsudaira
  - Toshiko Tokugawa se casó con Uesugi Takanori
  - Junko Tokugawa se casó con Hoshina Mitsumasa
- Nieto: 
  - Tsunenari Tokugawa de Toyoko Tokugawa